# Todea cimicoides
Todea cimicoides är en insektsart som beskrevs av Coquebert. Todea cimicoides ingår i släktet Todea och familjen hornstritar. Inga underarter finns listade i Catalogue of Life.